# 鉄道撮影

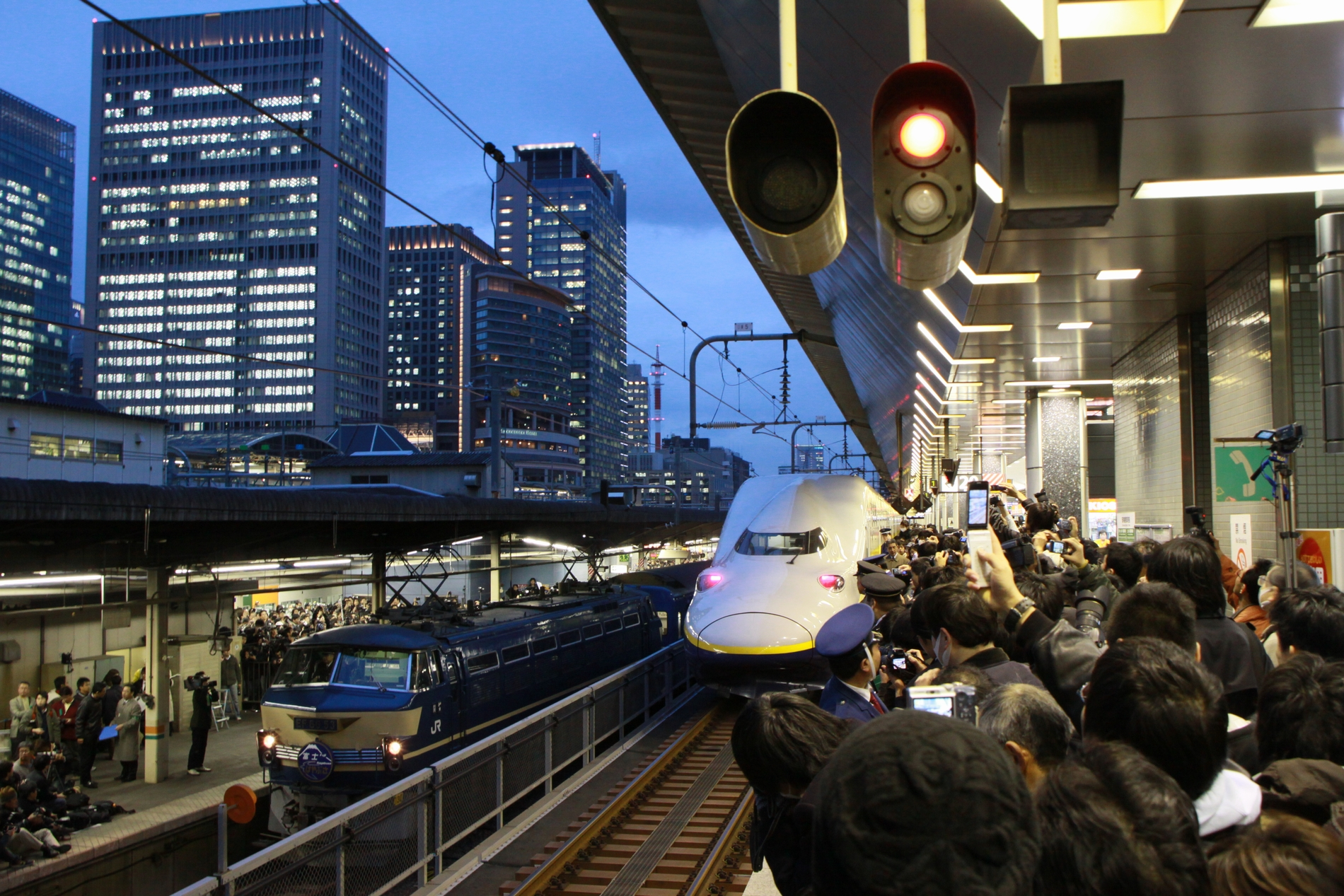
左側のブルートレイン「富士・はやぶさ」のラストラン撮影に集まる人々（東京駅）

鉄道撮影（てつどうさつえい）とは、鉄道を主題とした写真・動画の撮影をすることである。特に列車を専門にしている場合は列車撮影とも呼ぶ。また、鉄道趣味の中心として鉄道車両などの撮影を楽しむ鉄道ファンのことを、現代日本では一般的に撮り鉄（とりてつ）と呼ぶ。

## 概要

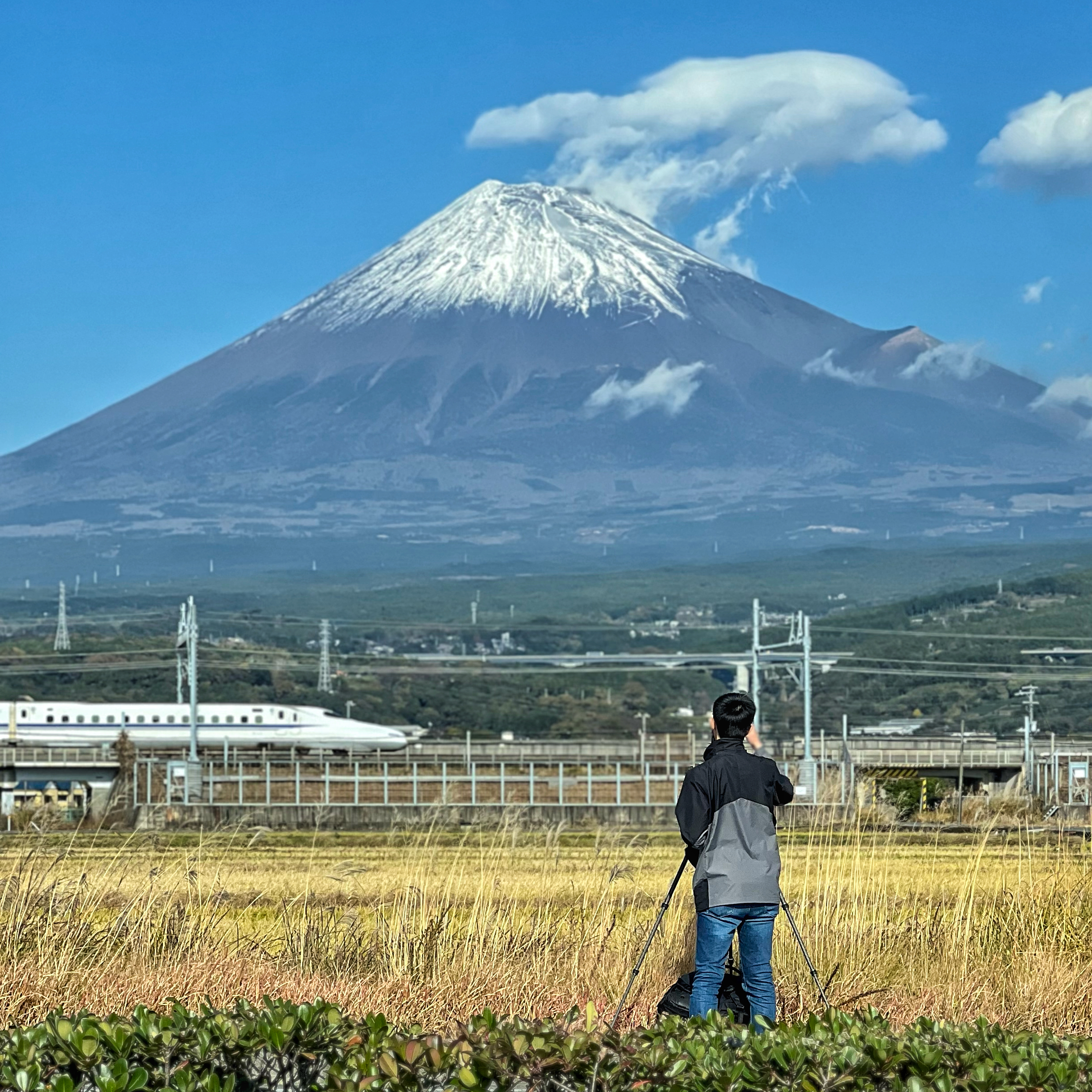
富士山をバックに走る東海道新幹線を撮影する写真家（静岡県富士市）

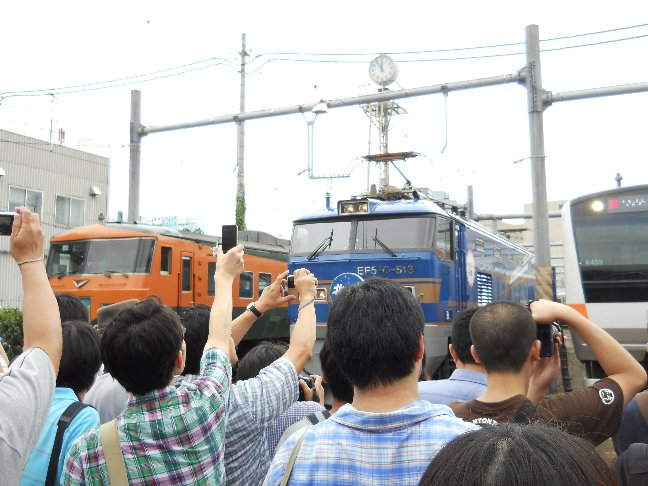
鉄道事業者主催のイベントで写真撮影を楽しむ鉄道ファン
東京総合車両センターの一般公開にて

鉄道趣味としては最も古くから行われてきた基本的な形態の一つである。日本においては、明治時代に撮影された「岩崎・渡邊コレクション」が、当時の鉄道を克明に記録した資料として伝わっている。昭和初期に創刊された鉄道雑誌も、写真撮影に主眼を置いていた。さらに趣味から進んで、書籍や新聞などのメディア媒体に使う鉄道写真を専門に撮影することを職業としている鉄道写真家も存在する。
撮影対象は、鉄道車両、駅舎や鉄道橋などの構造物、風景写真としての鉄道撮影、沿線の生活や日常風景、鉄道関係者や利用者などの人物にわたるまで、多岐に及ぶ。
撮影の目的や手法も多種多様である。写真撮影の愛好家は、以前はフィルム式の一眼レフカメラを用いるのが代表的であったが、現在ではデジタルカメラを用いるのが一般的である。動画撮影にはビデオカメラを使用する。また高画質カメラ付きスマートフォン（スマホ）の普及に伴いスマホでの写真・動画撮影も増えている。
被写体や撮影位置の選定も様々で、駅近辺や駅構内で撮影する、あるいは同じ列車を追跡して何度も撮る（通称「追っかけ」）などの手法がある。営業運転する姿が最後となるさよなら運転（ラストラン）、鉄道路線や駅の廃止当日・直前は、撮影を主目的とせず乗車・訪問する人々を含めて混み合いやすい。
20世紀の社会主義国家の中には鉄道や施設を機密とし、鉄道撮影を禁止する法律を設けた国もあったが、冷戦が終結するにつれて規制は緩和された。21世紀の現在でもロシアのように治安維持を目的に鉄道撮影に制限を加えている国もある。また、2022年ロシアのウクライナ侵攻後のポーランドなど準戦時体制を敷く国家の中には、新たに鉄道撮影の禁止もしくは制限を加えようとする動きがある。

## 機材・道具
- カメラ
  - 2000年代に入ってからはデジタル一眼レフカメラが普及し、現在ではフィルムカメラで撮影する人は稀である。近年では後述のスマートフォンでの撮影者と対比し、撮影者たちの間では、「一眼鉄」と呼ばれることもある。鉄道車両は動きの速い被写体であることから、手ぶれの少なさおよびシャッター速度やズーム倍率の高さが要求され、鉄道撮影者の間では、高価な一眼レフカメラの需要が高い。鉄道撮影者はメーカーへの忠誠心の高い顧客であり、キヤノンやニコンなどの一眼レフカメラメーカーやズームレンズメーカーは、鉄道雑誌に広告を掲載したり、キヤノンが交友社の鉄道雑誌『鉄道ファン』とのタイアップで写真コンテスト「鉄道ファン・キヤノンフォトコンテスト」などを開催したりしている。
- 三脚・脚立
  - 被写体が比較的高い速度で移動するにも関わらず、また、重量的にも十分に手持ち撮影が可能な機材であるにも関わらず、他の乗り物の撮影方法とは異なり、多くの場合で三脚が用いられる。
  - 三脚は夜間撮影のほか、望遠レンズや複数のカメラを使用する場合に用いる。
  - 脚立は高い位置から構えて撮影する場合に使用する。三脚と併用する場合も多い。
  - 近年は安全（軌道敷に落とした場合はその回収のために列車の運行を止めなければならなくなる）のため、一部の鉄道事業者は駅構内での三脚・脚立の使用を禁止している。
- 携帯電話・スマートフォン、パソコン・タブレット端末
  - 列車の運行情報や撮影地などの地図の確認、SNS等を活用した情報収集・発信に利用される。カメラの次に必須道具。特にカメラ付き端末は2000年以降の鉄道撮影に使われることが多くなった。近年では「スマホ鉄」と呼ばれることもある。一眼レフカメラやコンパクトデジタルカメラよりも軽量で、一人1台にまで普及した携帯電話やスマートフォンで気軽に撮影できるようになったことで、子どもや女性の撮影者も増えた。
- 自撮り棒
  - スマートフォンの普及とともに自撮り棒による撮影も増えている。駅構内プラットホームでは架線からの感電の危険性や、他の乗客への迷惑などの理由から自撮り棒の使用を禁止する鉄道事業者が多い。詳細は「自撮り棒#危険性」を参照。
- 鉄道雑誌・書籍
  - SLブームの頃から写真撮影に関する記事が鉄道趣味雑誌や写真趣味雑誌に掲載されるようになり、近年では、書籍やムックでも撮り方についてレクチャーしたものや、鉄道写真専門の撮影地ガイドが多く販売されるようになっている。
- ケース類
  - カメラなど撮影機材を入れて持ち運ぶため「銀箱」(昭和時代の呼称)と呼ばれるアルミケース、丈夫なナイロン製のソフトバッグタイプ、リュックサックタイプ、車輪付きのキャリーバッグタイプなど多種がある。アルミケースは持ち運びが大変であるが、強度が高ければ椅子や踏み台の代わりにもなる。

## トラブル

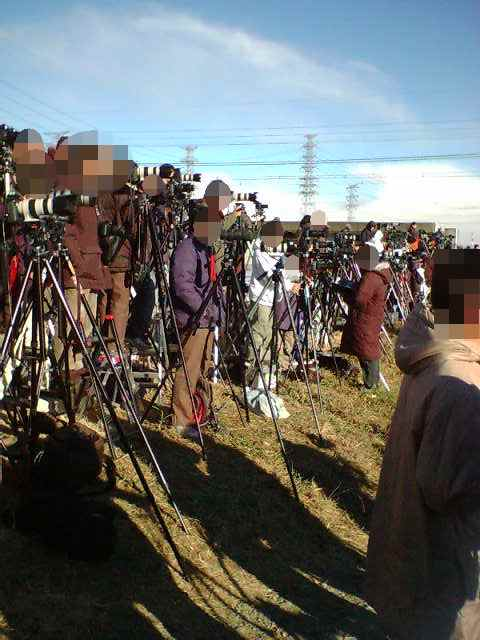
撮影地で目的の列車を待つ鉄道ファンたち

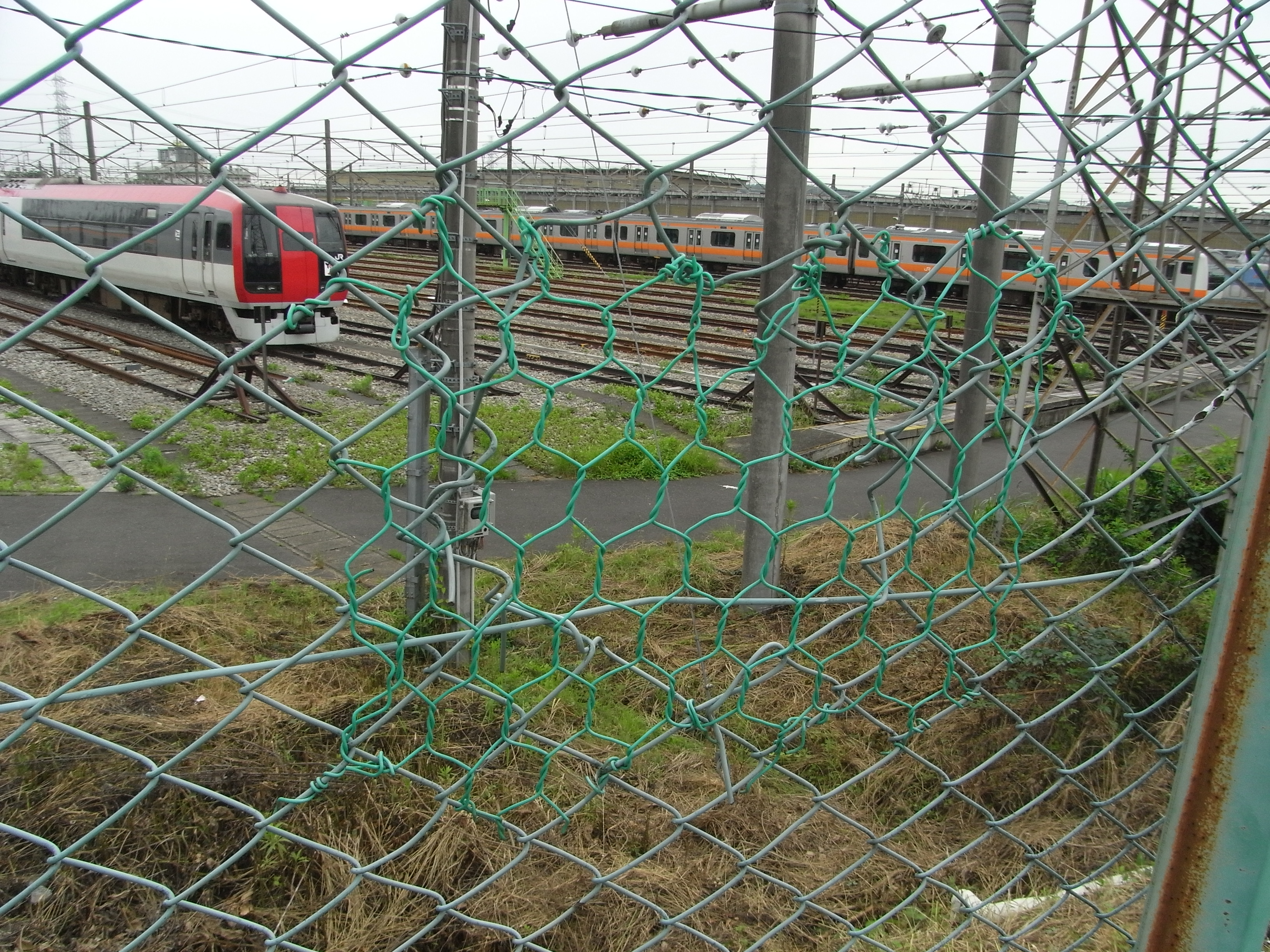
少しでも良い写真を撮ろうとするあまり、カメラレンズを入れるためにフェンスの編組を切り抜いてしまう者もいる。これは犯罪行為（器物損壊罪）にあたる。画像は補修後の状態。補修されている所の色が異なる。

鉄道撮影は古くから存在し趣味として発展を遂げてきた一方で、特に2010年代以降になって一部の撮影者によって様々なトラブルが発生しているのも事実である。
フリーライターの杉山淳一は、鉄道ファンの自浄作用は期待できないとした上で、違法行為や受忍限度を超える行為に対しては身柄を拘束して法的措置を講じるべきだと主張している。
マスメディアによりこうしたトラブルがニュースなどで取り上げられることは多いが、鉄道趣味誌でも撮影マナーに対する注意喚起がページを割いてなされる場合もある。また、SNS上でも、「撮り鉄は犯罪者」「撮り鉄は反社会勢力」などという過激な表現が出るようになった。
ジャーナリストの梅原淳は、昔は著名な鉄道愛好家が線路に降りたうえで撮影し、その写真が雑誌に掲載されることが多く、このため車両のみが映る写真がお手本と見なされたことも悪い影響を及ぼしていると評しており、鉄道趣味誌も人垣の中から撮影された写真を載せるなど、価値観の変化を創造する努力が必要であると指摘している。
その『鉄道ファン』誌では「マナーの問題はファンの自主性を最優先すべき」という方針から、トラブルに関する読者投稿を敢えて載せなかったことを、1986年6月号145頁で明らかにしている。同誌はその後、後述する2010年（平成22年）の「あすか」列車妨害事件に際しては、公式サイトで注意喚起の記事を掲載するとともに「マナーに関する特集を企画している」としたが、この特集は未だに出ていない。
一方『鉄道ダイヤ情報』などの撮影をメインとした雑誌では写真撮影に関する注意事項が必ず掲載されるようになったほか、『JTB時刻表』2015年9月号の特集「いつまで会える！？国鉄色を撮りに行こう！」の記事中で撮影マナーに言及する、写真雑誌の『アサヒカメラ』で鉄道写真のマナーを考える特集が掲載されるなど、これらの問題が顕在化しつつある2010年代以降では変化が見られる。
川島令三は、マナーの悪さについて、撮り鉄や乗り鉄のマナーやイロハは顧問教諭や監督、先輩方から教わるのが通例だが、学校での鉄道や旅行関係の部活動の廃止や縮小統合で、指導者や教える人が居なくなっていると自著で述べている。

### 実例
1976年（昭和51年）
- 9月4日、無煙化の完了によって国鉄線から蒸気機関車（SL）が全て退役したばかりの同年、蒸気機関車牽引のイベント列車を撮ろうとし、周囲の注意を無視して線路に入った児童が列車に接触して死亡した。

2008年（平成20年）
- 11月29日、神奈川県内の東日本旅客鉄道東海道本線で、同年度内の廃止が発表された「富士」「はやぶさ」を踏切内に侵入して撮影していた男が、倒れた三脚を起こそうとして貨物列車と接触、死亡した。

2010年（平成22年）
- 2月14日、「あすか」を撮影しようと鉄道敷地内に侵入する者がいたことが原因となり、安全確保のために多数の列車が運休になるなど多大な影響が出た。西日本旅客鉄道は警察に被害届を提出した。この件については鉄道雑誌『鉄道ファン』にも注意喚起の記事が掲載された。
  - ウィキニュース 2010年2月22日「マナー守れぬ鉄道ファンが列車を止める 相次ぐ運行妨害」も参照。

2015年（平成27年）
- 12月20日、西日本旅客鉄道東海道本線の高槻駅 - 島本駅間の踏切内に三脚を置いて、117系電車を撮影しようとした男が往来危険罪で現行犯逮捕された。

2017年（平成29年）
- 8月19日、電車を撮ろうとした男が北総鉄道北総線の江戸川橋梁に無許可でドローンを近付け、ドローンは架線の電磁波の影響で制御不能となり、線路脇に墜落した。男は12月6日、航空法違反容疑で松戸警察署によって千葉地方検察庁に書類送検された。
- 10月、大井川鐵道にてE31形電気機関車のイベント開催に関連して、大井川鐵道大井川本線抜里駅付近の公道上に「場所取りをしています」という貼り紙がなされているのを発見した人物から情報提供を受け、同社が警察に通報したことを、大井川鐵道の公式Twitterアカウントが投稿した。このような「公道での場所取り」は「道路交通法に違反する」という。

2018年（平成30年）
- 11月27日未明、叡山電鉄鞍馬線貴船口駅付近にて、運行中のデト1000形貨車に向けて乗用車3台のハイビームにした前照灯を照明代わりに鉄道写真を撮ろうとしていた人物がいた。叡山電鉄公式Twitterアカウントは「列車運行妨害になり大変危険なため絶対にやめてください」と投稿した。

2021年（令和3年）
- 3月24日16時45分ごろ、東日本旅客鉄道中央本線の立川駅 - 日野駅間の鉄橋付近にて、国鉄EF64形電気機関車が牽引する国鉄185系電車の配給列車を撮影する目的で、一部の撮り鉄が別の営業列車が通過する直前に鉄道用地内に侵入し、乗客を乗せた列車を橋梁の上で緊急停車させ中央本線は約30分止まった。東日本旅客鉄道八王子支社が警察に通報したほか、その場にいた他の撮り鉄による証拠動画もTwitter上で公開された。JRが絶対に止めるように呼び掛けたほか、高松琴平電気鉄道の公式Twitterアカウントも証拠動画を引用して警告した。なお、東日本旅客鉄道では、中央本線を走行する鉄道車両の運転台に、2013年（平成25年）から事故検証用のドライブレコーダーの搭載を始めていた。2021年9月9日、警視庁は当日に鉄道用地内に入った男性2人を、鉄道営業法違反の疑いで書類送検した。撮り鉄が侵入した動機について、FNNプライムオンラインは「高く売れるいい写真を撮りたかった」と伝えている。
- 4月25日17:20頃、東日本旅客鉄道東北本線西川口駅であしかが大藤まつり号を撮影しようと19歳会社員と中学生が口論になり、会社員が中学生を投げ飛ばして重傷負わす事件が発生し逮捕された。この一部始終を撮影していた者に対しても「何撮ってるんだよ」と暴行していた
- 8月5日深夜、江ノ島電鉄の夜間試運転列車を撮影しようと撮り鉄が集まっていたところへ自転車に乗ったアメリカ人男性が通りかかり、カメラに向けてポーズを取りながら試運転列車と並走したことで撮り鉄たちから罵声を浴びた。この様子は動画としてTwitterで拡散され、自転車の男性は撮影に対して妨害する気はなかったとし「江ノ電自転車ニキ」と呼ばれてインターネット・ミームとなった。

2022年（令和4年）
- 4月23日ごろ、東京メトロ副都心線明治神宮前駅ホームにて、ホームに侵入しようとする電車を撮影しようとした撮り鉄1人が脚立を置いてその上に立ち、ホームドアを乗り越えるような撮影しようとしていた為、駅員に制止された。列車の到着に影響はなかったが、当事者の撮り鉄は駅員に激しく悪態をついており、駅員が「警察を呼ぶ」とも言っていた。この一連を撮影した動画が2022年8月29日にTwitterに投稿された。東京地下鉄広報部は取材に対し、この動画が明治神宮前駅で起きたことであると確認していて、警察は呼ばなかったこと、駅構内での撮影には安全に配慮し、駅員や警備員の指示に従ってほしい旨を書面で回答した。
- 8月15日夜9時頃、近鉄名古屋線近鉄名古屋駅で、「車内灯消して前照灯付けて降車側のドアも開けて欲しい」と言う理由で非常通報装置を作動させ約2分の遅延を引き起こし、乗務員に「非常通報ボタンは写真撮影に使うものではない」と諭された。
- 8月28日、広島電鉄において、撮り鉄の団体約30人が貸切電車2両を予約。この団体は事前に「草津駅で擦れ違わせてほしい」と同社に依頼していた。しかし28日の運行日に急遽「2人が草津駅で乗車する」と連絡があった。このため、電車は2人が乗車するまで走り出せなかった。さらに同駅で停車中に、多数の撮影者らが電車から降りて車両の撮影を開始。この影響で、通常は約1分で開く同駅構内の踏切が約4分に亘って閉まった状態となり、地元住民らが足止めされる事態となった。同社では、これら一連の事態を「想定外」だったとして、謝罪文を公表した。
- 9月2日午前1時10 - 45分ごろ、阪急京都本線長岡天神駅にて、東京都町田市在住の20歳の人物が、試運転列車を撮影しようと、19歳の鉄道撮影仲間と共に終電後の駅構内に侵入した。阪急電鉄は京都府警察に通報し、不法侵入した20歳の人物は、11月25日に向日町警察署に建造物侵入の疑いで逮捕された。
- 10月8日、東日本旅客鉄道武蔵野線南流山駅で線路内に三脚を落とした者が居て、非常停止ボタンが押された

2023年（令和5年）
- 6月3日、東日本旅客鉄道東北本線蒲須坂駅〜片岡駅間で団体専用列車「カシオペア紀行」を撮影しようと、男性3人が線路敷地内に侵入。列車は緊急停車し、最大14分の遅れが出た。なお男性3人は緊急停車後に逃走し、同年11月30日に2人が書類送検された。

2024年（令和6年）
- 10月13日、同日深夜に阪急電鉄十三駅近くの踏切で、数人の撮り鉄が、遮断機が下りているにもかかわらず入り込み、撮影行為を行った。この日は、救援車が先頭に来る編成が停車するとの情報があったことで、撮り鉄が集まってきて、踏切内に入ったと見られている。
- 11月8日、同日の夜の東日本旅客鉄道東海道本線横浜駅に大勢の撮り鉄が集まり「罵声大会」を発生させる迷惑行為が発生した。この日はJR東日本E217系電車Y-101編成が旧塗装に特別復刻ラッピングにされて運用に入っていた。これは事前の告知もなく、あくまで撮影会のために復刻されたものなので運用には入らないと思われていた。しかし運用に入ったことがXに拡散され大勢の撮り鉄が集まった。横浜駅では一部のマナーを守らない撮り鉄に対し駅員が「ルールを守らないとハイビームで運転するようお願いしますよ」と放送し、罵声が飛び交った。「ハイビームを下げてから行け」という罵声やその他意味がわからない罵声まで飛び交っていた。JR東日本はマナーは守ってほしいと述べている。
- 11月26日、福岡市地下鉄空港線西新駅で、撮り鉄がホームドアから線路側へ乗り出して撮影行為をしているのを、入線してきた電車の運転士が見付け警笛を鳴らしたが、撮影者はこれを無視して撮影を続けた。福岡市交通局は翌27日に、公式Xに警告の投稿を行った。ホームドアから身を乗り出す行為が、列車の運行を妨げる危険行為であるとして、非難の的となっている。
- 11月23日、東日本旅客鉄道信越本線の安中駅〜磯部駅間で一部の撮り鉄が線路のすぐ近くで撮影しており列車が緊急停車してしまった。当該列車は「ELぐんま2fin号」であり、当列車は国鉄時代から使用されぐんま車両センターに所属する国鉄EF64形電気機関車・国鉄EF65形電気機関車・国鉄DD51形ディーゼル機関車の引退記念列車で、同年9月から運行されていた列車であった。緊急停車後線路すぐ近くで撮影していた撮り鉄は、走って逃げていった。ELぐんま2fin号の車内からは「何やってんだ」などの声が上がった。JR東日本は「危険なので絶対やめてほしい」とコメントしている。
- 12月5日、真岡鐵道では通常とは異なる、かつて東北本線を走っていた寝台特急「北星」ヘッドマークを付けた特別列車を走らせたが、多くの撮り鉄が集まって路上駐車による交通渋滞が発生し、一部では警察沙汰にもなった為、運行中止を決めた。
- 2025年（令和7年）
- 4月6日、小田急電鉄の現役駅員が、東日本旅客鉄道総武本線の船橋駅〜西船橋駅に撮影目的で線路侵入を行った。お目当ては、JR東日本E231系電車800番台の試運転列車で、普段は特別めずらしいものではなかったが、この時は試運転専用の特別な表示をして走っていたため多くの撮り鉄が集まっていた。この現役駅員も撮影を目的としていた。試運転電車は、午後2時10分ごろ船橋駅〜西船橋駅間で人が立ち入っていることに気づき、緊急停車。一部遅れが発生した。なおこの事態が判明したのは、同年4月10日の関係者への取材である
- 6月15日、東日本旅客鉄道東北本線の館腰駅〜岩沼駅間で上り列車の運転士が、線路内に撮り鉄の男性2人が立ち入っているのを見つけ停車した。男性2人は、下り線を走行していた団体臨時寝台特急列車カシオペア紀行を撮影しようとしてたと見られる。上り列車が停車したことで、遅延や運休が発生し、カシオペア紀行も一時運転を見合わせた。
- 7月13日、東日本旅客鉄道東北本線大宮駅近くの大栄橋で深夜3時頃、撮り鉄が騒ぐトラブルがあった。この日は豊田車両センターから整備のため、2010年に引退し中央本線で活躍していた、国鉄201系電車を大宮に回送させていた。現場には、およそ300人の撮り鉄が集まっており、201系が通過した途端、深夜にも関わらず大きな声を上げた。また、クラクションを鳴らす車に怒りを示したり、車を誘導したりするなどをしていた。事態を受け、現場に警察が出動する事態となった。

### フラッシュ撮影
運行中の車両に対し、走行中・停車中を問わず、フラッシュ（ストロボ）を焚いたり照明を使用したりして撮影することは運転士の視覚に刺激を与えることから、運転の支障となり非常に危険であるとの理由で現在ではほとんどの鉄道事業者により禁止されている。東京メトロや東京都交通局などフラッシュ撮影禁止を明示している鉄道事業者も多い。「局施設でのロケ撮影にあたってのお願い」だが、文中に「駅ホーム上での照明器具等（フラッシュ・ライト）を⽤いた撮影は、乗務員への影響が大きいことから⼀切お断りさせていただきます。」とある。また、フラッシュ撮影は危険行為のため乗務員から注意を受けることがある
。

### 罵声・注意への「逆ギレ」
鉄道撮影者同士が撮影場所をめぐって大声で罵り合う行為がしばしば見られ、俗に「罵声大会」と呼ばれている。動画投稿サイトやSNSが普及し、そうした光景が動画で拡散されるようになった。危険な行為を注意した駅員に対して反抗的態度をとる、いわゆる「逆ギレ」する撮影者も存在しており、このような撮影者がいる場合は撮影者間でも注意がしづらくなるなど、自浄作用の発揮が難しい。こうした罵声は沿線住民や通行人にまで浴びせられることもある。
通報や注意を逆恨みして暴力や業務妨害を働いた事例も存在する。2015年（平成27年）6月には、少年2人に暴行を加えてゲーム機などを奪った撮り鉄の少年5人が強盗容疑で逮捕された。犯行動機はキセル乗車を駅員に告げ口されたことへの逆恨みで、加害者の撮り鉄少年らは、キセル乗車の告げ口は撮り鉄界隈ではタブーだと主張した。2023年（令和5年）1月には、走行中の横浜線や東海道線の車両ドアを合鍵で施錠した高校生2名が逮捕され、同年7月には、走行中の埼京線車両のドアを施錠して運行を遅れさせたとして高校生3名が逮捕された。犯行動機はいずれも、撮り鉄行為を駅員や運転手に注意されたことに対する腹いせだと報じられている。

### 鉄道事業者側の対応・対策
2017年（平成29年）1月、京王電鉄は列車撮影時における禁止行為（フラッシュ撮影、三脚・脚立の使用、黄色線から出ての撮影など）を書いたポスターを駅に掲示した。他にも、駅構内や公式サイトで撮影に関する注意や禁止行為を明示する鉄道事業者が増えている。
同年5月2日、東日本旅客鉄道のクルーズトレインTRAIN SUITE 四季島の運行開始列車が東北本線上野駅から発車する際、乗車口の13番線ホームは乗客と報道関係者以外立ち入らせず、その対角となる14番線には回送列車を留置させ、14番ホームからの撮影を遮蔽した。
2020年（令和2年）に東日本旅客鉄道新潟支社が公表した『「鉄道ファン」の皆さまへお願い』では、沿線民家や鉄道敷地への立ち入り、迷惑駐車や危険運転、ごみポイ捨てタバコの火の不始末をしないよう警告している。
2021年（令和3年）12月13日、四国旅客鉄道は、これまでのトラブル事例を踏まえた内容の、撮影マナーを啓発する文書を公式サイトで発表した。
2024年（令和6年）2月、東日本旅客鉄道は公式ウェブサイト内にて、鉄道施設内などでの撮影マナーについての案内を掲載し、駅構内のデジタルサイネージなどでも掲示を始めた。また、同社は個人での営利目的での撮影は遠慮するようにと案内しているが、法人での商用利用は、グループ会社のジェイアール東日本企画への相談を案内している。
また同年、北海道旅客鉄道も、公式ウェブサイト内にて同様の案内を掲載している
。
鉄道事業者によっては、ファンによるトラブルを避けるため、引退車両のラストランなどのセレモニーイベントを実施しない例や、申し込みや抽選による限られた人数での撮影会や部品即売会のみを行う例もある。
鉄道撮影者は、撮影地へ自家用車で出向くことも多いため、経済効果の面では、鉄道会社よりもカメラ・レンズメーカーや自動車メーカー、高速道路会社、ガソリンスタンド、コンビニエンスストアといった駅ナカ施設外にある小売店など、鉄道会社以外にもたらされやすく、鉄道会社への経済効果は限定的といえる。その場合、鉄道事業者にとっては乗車券などの収益につながりにくいだけでなく、沿線住民には路上駐車など、駅構内での撮影では一般乗客には混雑や「罵声大会」、遅延・運休などでの迷惑や被害について、防止や事後対応
、謝罪を迫られることがある。このため取材に対する公式見解として、ルールを守るなら鉄道の撮影は歓迎との公式見解を表明する鉄道事業者が多い一方で、上記のような警告・注意、警察への通報といった手段をとっている。
日本においては沿線の少子高齢化や人口減少、モータリゼーションが進み、さらに2020年代初期には新型コロナ禍に伴う鉄道乗客減少が起きたため、鉄道撮影を自社の収益アップにつなげる動きもみられている。2021年（令和3年）11月には、JR東日本スタートアップが「ミーチュー」との協業による鉄道撮影者向けのコンテンツとして「撮り鉄コミュニティ」を立ち上げた。クラウドファンディング形式での有料会員のメニューでは「特別撮影会」という有料会員限定サービスを設け、JR東日本管理の下で列車撮影ができるようにしている。

### 撮影地の問題
撮影地について、鉄道撮影趣味者と土地所有者や沿線の住民・農家などの間でトラブル（撮影に支障する樹木を勝手に折るなど）が起き、その後立ち入りが制限されたことや、侵入者対策として鉄道事業者や土地所有者が大型の安全フェンスの設置などを行った結果、良好なアングルで車両が撮影できるいわゆる「撮影名所」が消滅した場所もある。一例として、東海道本線山崎駅近辺の「サントリーカーブ」、さくら夙川駅近辺の「夙川カーブ」、新疋田駅近辺の「鳩原ループ」などの撮影地が挙げられる。2021年には八王子市の中央本線小名路踏切近くで故人が生前に植えた木を、2022年には伯備線沿線で大山をバックに走行車両を撮影するために、何者かが私有地の柿の木をチェーンソーで無断伐採した事例が発生している。また、木を無断伐採する事例だけではなくゴミのポイ捨てや撮影地周辺での違反駐車も問題となっている。
その一方で、鉄道事業者側が撮影者との共存共栄を図ろうと、鉄道撮影スペースの整備を図る例もある。IGRいわて銀河鉄道では櫻井寛の提案により、約100万円をかけて滝沢駅上りホーム先端に安全に鉄道撮影ができる専用スペース「TRAIN SPOTTER'S」が整備され、2017年（平成29年）10月14日より開放されるなど新たな動きもみられる。この滝沢駅の撮影専用スペースについて、櫻井は「おそらく日本初」としている。なお同日にえちごトキめき鉄道も撮影スペースを二本木駅に設置している。

### 「撮り鉄」側の反応
所謂「撮り鉄」以外の、家族連れなどの一般乗客も、旅の思い出や「ドクターイエロー」のような珍しい車両に遭遇した記念に駅ホームで撮影することがある。こうした人々を、撮り鉄は「パン人」（一般人）と呼び、「パン人」もマナーが悪いではないかとX（旧Twitter）で訴える者もいる。
2021年（令和3年）12月20日には、Live News イット!が、いすみ鉄道沿線の私有地で不法侵入による列車撮影が行われていると報道した。しかし、番組の取材クルーから「鉄道敷地内で撮影していますね」と声をかけられた男性が町役場で土地所有の状況を調べてみると、実際は公道の一種だと判明した。
東京スポーツは、ベテラン撮り鉄の声として、フィルム撮影からデジカメの時代になって費用がかかる趣味でなくなったこと、スマートフォンの普及で撮り鉄の増加と低年齢化が進んだことを挙げた。その上で、以前の撮り鉄は車で撮影ポイントを移動するので列車に乗らず、駅弁も買わないので、鉄道事業者にお金を使わないことから鉄道ファンの中でも肩身が狭かったが、撮り鉄の数が増えてきたため、今ではメジャーな鉄道趣味になってしまった、との見解を掲載している。

### 撮影用品製造・販売側の対策
ニコンイメージングジャパン、キヤノンマーケティングジャパン、富士フイルムなど撮影用品製造・販売各社も、撮影時の注意事項やしてはいけない行為などを公表している。タムロンは、2023年8月5日に「鉄道博物館ナイトミュージアム撮影会＆鉄道撮影マナー講座」を開催し、広田尚敬を講師に迎え「撮影マナーの7箇条」を説明した。

### 警察の対策
通報や被害届を受けて日本の警察は各地で上記のような捜査・検挙を行っている。これに加えて啓発による対応として、福岡県警察鉄道警察隊は2023年11月2日、鉄道運行の妨害となる箇所の事例と、所属警察官が「周囲への妨害とならないように」撮影した鉄道写真の一例を、広報課のXアカウントに投稿した。その撮影者は鉄道警察隊係長の警部補で、自身も「撮り鉄」と認めるほどの鉄道写真愛好家であり、今回の投稿も警部補自身が企画したものだった。投稿した写真は通報現場付近の鉄道用地外から、あえて三脚を使わずに撮影したが、その写真に多くの反響があったことに、警部補は手応えを感じている。同年8月には、鉄道警察隊員が撮影した鉄道写真ギャラリーも開設されていた。

## 書誌情報
- 渡辺史絵, 結解学, 長島良成『鉄道写真ここで撮ってもいいですか』オーム社、2023年7月28日。ISBN 978-4-2742-3083-7。